# 서유기 외전
《서유기 외전》(중국어: 西游记后传)는 중국의 텔레비전 드라마이다.

## 출연 배우
- 차오룽: 손오공 역
- 뤼한뱌오: 저팔계 역
- 황하이빙: 삼장법사 역
- 리징: 사오정 역
- 장즈웨이: 소백룡 역
- 우젠: 교령아 역
- 헤이쯔: 무천 역
- 마야수: 백련화 역
- 좐쯔: 벽유 역
- 추위에: 나타 역
- 마제린: 흑포 역
- 류잉: 거갈 역
- 단롄리: 영요 역
- 우위에셴: 오진 역
- 하오이핑: 여래 역
- 보위자: 관세음보살 역